# Treponema peruense
Espèce
Treponema peruense est une espèce de spirochète de la famille des Treponemataceae.

## Taxonomie
Le nom correct complet (avec auteur) de ce taxon est Treponema peruense Belkhou et al. 2021.

## Étymologie
L'étymologie de l'épithète spécifique de T. peruense est la suivante : pe.ru.en’se. N.L. neut. adj. peruense, appartenant au Pérou, où l'échantillon de la nouvelle espèce a été prélevé».